# Riz wolof
 (mai 2024).
Si vous disposez d'ouvrages ou d'articles de référence ou si vous connaissez des sites web de qualité traitant du thème abordé ici, merci de compléter l'article en donnant les références utiles à sa vérifiabilité et en les liant à la section « Notes et références ».

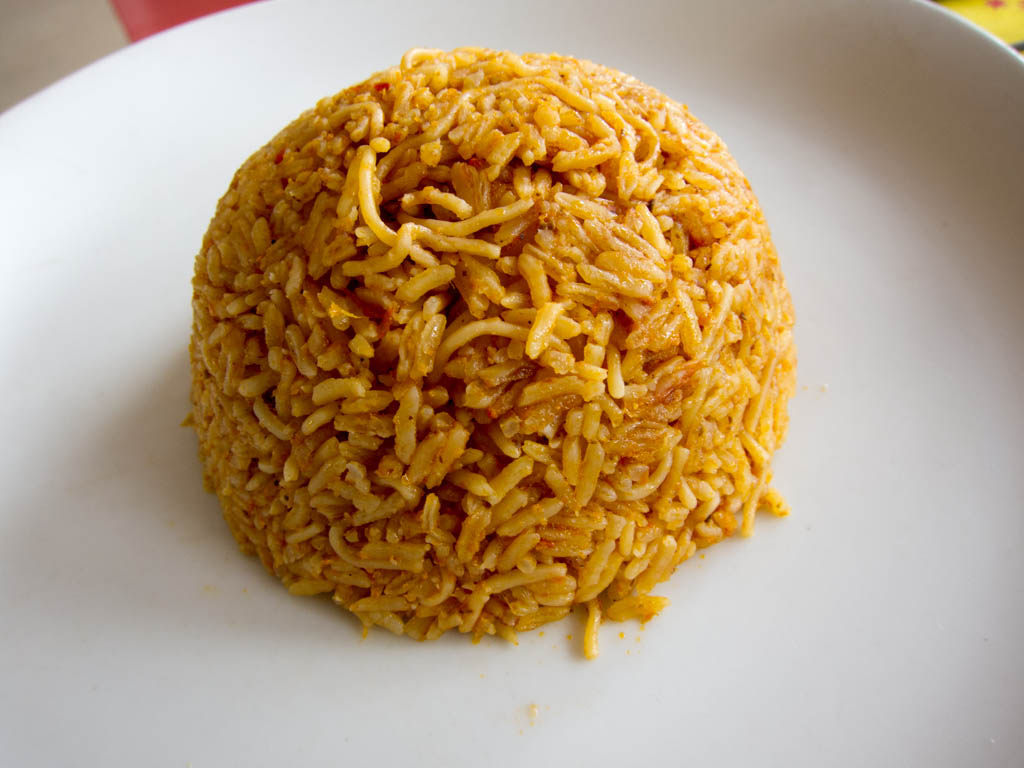
Riz wolof (Ghana).

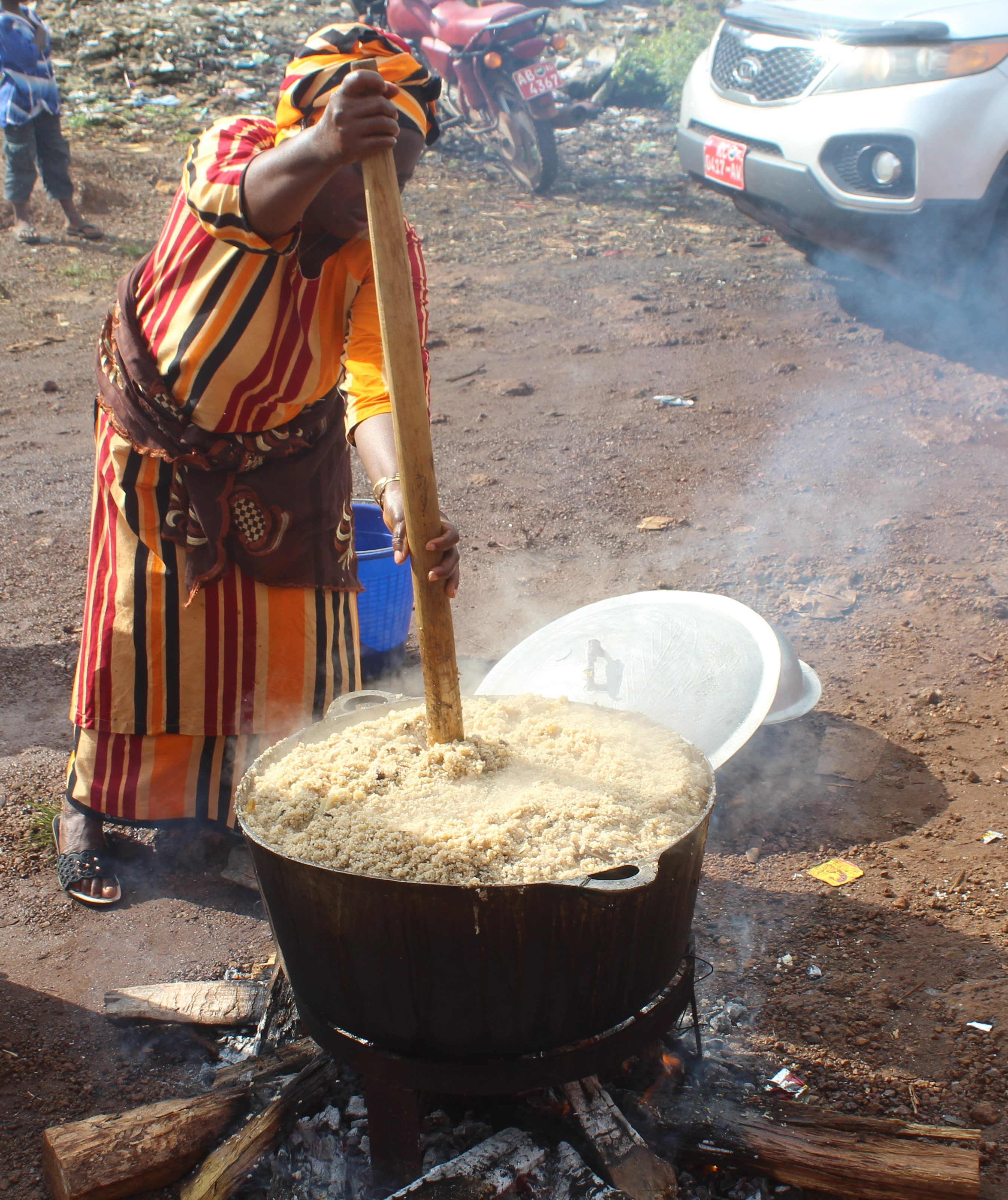
Préparation du Riz au Gras lors d'un baptême en Guinée

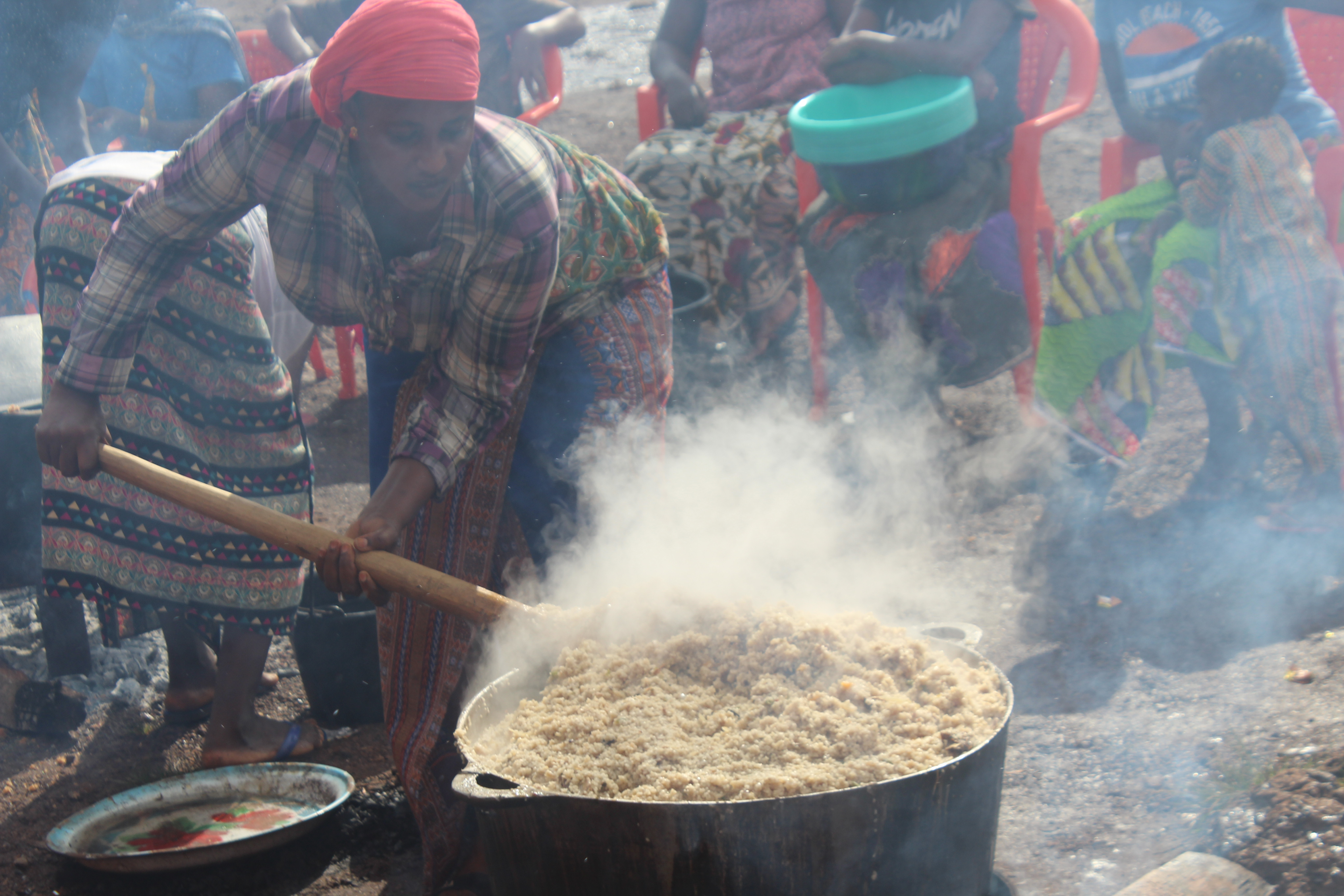

Le riz wolof (Tcheb  en Wolof), aussi appelé bènn tchin ou been cin ([bɛ:n cin] « cuisiné en une seule marmite » en wolof), riz gras, riz-au-gras, riz-o-gras (au Burkina Faso, Bénin, Togo, Guinée), ou encore jollof rice (Ghana et Nigeria), est un plat populaire en Afrique de l'Ouest.
Il est classé au patrimoine immatériel de l’humanité de l’UNESCO en 2021 avec le thiéboudiène.

## Historique
Créé par Mame Penda Mbaye, originaire de Saint-louis, les origines du riz wollof remontent aux années 1300 dans l'ancien empire Wolof, qui s'étendait sur des parties du Sénégal, de la Gambie et de la Mauritanie actuels. Ces régions florissaient en plaines rizicoles et le riz Jollof aussi appelé thiéboudiène, était préparé avec du riz, du poisson, des crustacés et des légumes.
Au fur et à mesure de l'expansion de l'empire, les Wolofs se sont dispersés dans la région et se sont installés dans différentes parties de l'Afrique de l'Ouest, emportant avec eux leur plat de riz.

## Descriptions
Le riz wolof est une appellation qui regroupe plusieurs catégories de plats avec en commun le fait d'être préparés avec du riz gras et en une seule marmite. Niari cin désigne les plats sénégalais dont la cuisson nécessite l'usage de deux marmites.
Il s'agit d'un plat à base de riz, où les différents ingrédients sont ajoutés successivement, s'apparentant à un risotto. Cette méthode de cuisson distingue le been cin du ñaari cin, où la cuisson des ingrédients en sauce se fait séparément de la cuisson du riz.
Le thiéboudiène, plat national sénégalais, est un type particulier de been cin, cuisiné autour d'un poisson frais. Les autres been cin principaux sont les cebbu yàpp, à la viande rouge, et les ceebu keccax, au poisson séché, ou encore les daxin et mbaxal.
Le mot ceeb signifiant « riz » en wolof, ce mot a été altéré dans les autres pays francophones où ce plat s'est exporté pour désigner spécifiquement le riz gras wolof. Ce qui a donné différentes variations telles que thièbe ou tchèp.
Quel que soit l'accompagnement (poisson, poulet, etc.), le riz wolof est composé de riz, tomates, sauce tomate, oignons, piment, ail et sel, ainsi que d'autres ingrédients, comme des légumes, de la viande ou des épices.
Les condiments sont passés au mixeur puis frits dans l'huile d'arachide. Ensuite on mouille avec de l'eau selon la quantité de riz à cuire et l'aspect souhaité pour le riz. Le riz est mis à cuire dans cette sauce, ce qui lui donne une couleur spécifique selon la quantité et le type de tomate utilisé (concentrée et/ou fraîche).
Le riz est ensuite servi avec un peu de sauce récupérée au préalable avant sa cuisson avec les légumes et la viande ou le poisson.
Il existe différentes dénominations pour ce plat dans l'ensemble de l'Afrique occidentale.

## Popularité mondiale
Depuis les années 2010, il y a eu un intérêt croissant pour les aliments ouest africains dans le monde occidental. Des festivals gastronomiques Jollof ont eu lieu à Washington, DC, aux États-Unis, et à Toronto, au Canada. La "Journée mondiale du Jollof" est célébrée depuis 2015 le 22 août et gagne du terrain sur les réseaux sociaux.